# サンフランシスコゴルフクラブ
サンフランシスコゴルフクラブ (San Francisco Golf Club) は、米国カリフォルニア州サンフランシスコにある会員制アスレチッククラブ、社交・ゴルフクラブで、コースの一部は隣のデイリーシティにまで広がっている。米国内で最も排他的な会員制クラブの一つである。Golfdigest誌の全米ゴルフ場選集 (2015 - 2016) では35位にランクされた。

## 歴史
1895年に創立されたときはアレゲーニー山脈の西側にある7つしかないゴルフクラブの1つだった。当初はプレシジオオブサンフランシスコの町に造成された9ホールのゴルフ場だったが1904年に移転、さらに1915年に現在の場所に再移転した。
コース設計は、著名な米国人設計家であるA・W・ティリングハーストによるもので、7番ホールはカリフォルニア州で最後の合法的な決闘が行われた現場を見下ろすことができる。

## 著名なメンバー
- チャールズ・R・シュワブ[7]
- コンドリーザ・ライス[8]